# Sedum stoloniferum
Sedum stoloniferum là một loài thực vật có hoa trong họ Crassulaceae. Loài này được S.G.Gmel. miêu tả khoa học đầu tiên năm 1774.